# Javi Garrido
Javier Garrido Gómez, más conocido como Javi Garrido (Córdoba, 26 de octubre de 2000), es un jugador profesional de pádel español. Actualmente ocupa la 12.ª posición del ranking FIP y juega en la posición del revés. Su compañero en 2025 será Martín Di Nenno.

## Carrera deportiva

### Inicios
Desde pequeño, Javi Garrido compaginó el pádel con el fútbol hasta que, a los 14 años, tuvo que decantarse por la pala. Ya en su etapa de menores, era uno de los jugadores más destacados. A los 10 años, firmó con StarVie, marca de la cual fue una de las principales figuras. En 2015, comenzó a disputar algunas pruebas del World Padel Tour.
Fue en 2017 cuando se consagró en el mencionado circuito, disputando todas las pruebas del calendario. Comenzó en las pre-previas junto al chileno Javier Valdés y al madrileño Javier González Barahona, hasta lograr, junto a Gonzalo Rubio, acceder por primera vez al cuadro final de un torneo WPT.

### Profesional
En 2018, su talento llamó la atención de Adrián Allemandi, con quien formó pareja deportiva a mitad de temporada.
La temporada de 2019 fue muy buena para Javi Garrido; junto al argentino Martín Di Nenno, consiguió llegar por primera vez a las semifinales de un torneo WPT, con tan solo 18 años. Fue en el Alicante Open, donde ganaron sus dos partidos de fase previa para luego llegar hasta semis venciendo en el camino a la 9.ª pareja del ranking Silingo/Allemandi, y finalmente despertar del sueño en 3 sets frente a Belasteguín y Pablo Lima, la segunda mejor pareja del mundo, por 3-6, 6-3 y 3-6. 
En 2020 formó pareja con Juani Mieres, quien fue su referente de pequeño, pero los resultados no les acompañaron y finalmente acabó el año junto a Javier Martínez.
En 2021, Javi Garrido tuvo una excelente temporada, consolidándose en la parte alta del ranking y quedando muy cerca de disputar el Master Final. Uno de sus logros más destacados fue en el Master de Barcelona, donde junto a Juan Cruz Belluati, vencieron en cuartos de final a la pareja número 3, Agustín Tapia y Pablo Lima, en un ajustado partido por 4-6, 6-3 y 6-4. Posteriormente, cayeron en semifinales por 4-6 y 2-6 ante Paquito Navarro y Martín Di Nenno, quienes acabarían ganando el torneo. Además de esta semifinal, Javi Garrido también se proclamó campeón del Campeonato de España  y ganó dos torneos Challenger del WPT: el primero en Lerma junto a Lucho Capra y el segundo en Albacete junto a Mike Yanguas.
En 2022 formó pareja con Lucas Campagnolo, quien se pasó a la derecha para poder jugar con el cordobés. Tuvieron un comienzo casi perfecto, ya que en el primer torneo del año, el Miami Open, llegaron hasta la final, la cual perdieron ante Fernando Belasteguín y Arturo Coello por 3-6 y 6-7(3). Pero llegar hasta allí tuvo mucho mérito, y es que en octavos remontaron sólidamente a los número 1 Alejandro Galán y Juan Lebrón por 2-6, 6-1 y 6-3, ganaron en cuartos en dos sets a Maxi Sánchez y Pablo Lima 7-6(5) y 6-1 y en semis vencieron también en dos sets a la pareja 3 del mundo, Sanyo y Tapia, por 6-2 y 7-5. Poco después ganaron el Challenger de Albacete, torneo que Javi ya había ganado el año anterior. Hasta octubre, Javi y "Campa" se consagraron como una pareja que siempre ponía las cosas difíciles a los rivales, incluso llegaron de nuevo a semis en el Open de Suecia, pero en la parte alta del ranking se desencadenó un "baile de parejas" que les acabó afectando: Javi Garrido anunció que no jugaría más con Campagnolo, y que su nueva pareja sería el argentino Federico Chingotto. Tras la ruptura hubo un malentendido entre Garrido y Campagnolo, pero todo quedó en nada. Junto a Fede, volvieron a unas semifinales, en el Open de México, donde cayeron frente a Paquito Navarro y Juan Tello tras una gran batalla a tres sets, que finalizó 5-7, 6-3 y 5-7.
En 2022, Javi Garrido formó pareja con Lucas Campagnolo, quien cambió a la derecha para poder jugar con el cordobés. Tuvieron un comienzo casi perfecto, llegando a la final del primer torneo del año, el Miami Open, donde perdieron ante Fernando Belasteguín y Arturo Coello por 3-6 y 6-7(3). Su rendimiento fue impresionante, ya que en octavos remontaron sólidamente a los número 1, Alejandro Galán y Juan Lebrón, por 2-6, 6-1 y 6-3, ganaron en cuartos en dos sets a Maxi Sánchez y Pablo Lima 7-6(5) y 6-1, y en semifinales vencieron también en dos sets a la pareja número 3 del mundo, Sanyo Gutiérrez y Agustín Tapia, por 6-2 y 7-5.
Poco después, ganaron el Challenger de Albacete, torneo que Javi ya había ganado el año anterior. Hasta octubre, Javi y "Campa" se consolidaron como una pareja que siempre complicaba a sus rivales, llegando nuevamente a semifinales en el Open de Suecia. Sin embargo, un "baile de parejas" en la parte alta del ranking los afectó: Javi Garrido anunció que no jugaría más con Campagnolo, y que su nueva pareja sería el argentino Federico Chingotto. Tras la ruptura hubo un malentendido entre Garrido y Campagnolo, pero se resolvió rápidamente. Junto a Fede, volvieron a alcanzar unas semifinales, en el Open de México, donde cayeron frente a Paquito Navarro y Juan Tello tras una gran batalla a tres sets, que finalizó 5-7, 6-3 y 5-7. 
El año 2023 fue crucial para Javi Garrido. A pesar de haber jugado con hasta seis compañeros diferentes (Chingotto, Jon Sanz, Javi Rico, Pablo Lijó, Lucas Campagnolo y Momo González),  consiguió destacados resultados, incluyendo semifinales en el Valladolid Master, el Open de Granada y el Open de Paraguay. Estos logros le permitieron clasificarse por primera vez para el Master Final de Barcelona, terminando el año entre los mejores 16 jugadores del ranking.  En el Master Final, compitió junto a Momo González, pero fueron eliminados en los cuartos de final. 
En 2024, Javi Garrido confirmó que jugaría la temporada junto a Miguel Yanguas. En el segundo torneo del año, disputado en Doha, lograron llegar a la final, donde se enfrentaron a la pareja formada por Coello y Tapia. En ella sucumbieron por 6-0 y 6-2. 

## Palmarés

### Premier Padel

#### Finales
| N.º | Año  | Torneo | Categoría | Pareja          | Oponentes en la final           | Resultado    |
| 1   | 2024 | Doha   | Major     | Miguel Yanguas  | Arturo Coello Agustín Tapia     | 0-6 / 2-6    |
| 2   | 2024 | Guiza  | P2        | Lucas Bergamini | Miguel Yanguas Franco Stupaczuk | 3-6 / 6-7(2) |

### World Padel Tour

#### Finales
| N.º | Año  | Torneo | Categoría | Pareja           | Oponentes en la final              | Resultado |
| --- | ---- | ------ | --------- | ---------------- | ---------------------------------- | --------- |
| 1.  | 2022 | Miami  | Open      | Lucas Campagnolo | Arturo Coello Fernando Belasteguín | 3-6 / 6-7 |

#### Títulos Challenger
| N.º | Año  | Torneo   | Categoría  | Pareja           | Oponentes en la final         | Resultado       |
| --- | ---- | -------- | ---------- | ---------------- | ----------------------------- | --------------- |
| 1.  | 2021 | Lerma    | Challenger | Lucho Capra      | Momo González Javi Rico       | 6-3 / 6-3       |
| 2.  | 2021 | Albacete | Challenger | Mike Yanguas     | Agustín Gutiérrez Lucho Capra | 5-7 / 6-2 / 7-5 |
| 3.  | 2022 | Albacete | Challenger | Lucas Campagnolo | Coki Nieto Mike Yanguas       | 6-4 / 7-6(2)    |

### Otros[25]
- Campeón del Mundo sub-18.
- Dos veces Campeón del Mundo con la selección española.
- Cuatro veces Campeón de España.
- Campeón de España por equipos de 1ª absoluta.
- Cinco veces campeón de España con la Selección Andaluza.
- Siete veces Campeón de Andalucía.